# Психоделическое состояние
Психодели́ческое состоя́ние — изменённое состояние сознания, характеризуемое отличным от типичного восприятием и интенсивным процессом осознания. Психоделические состояния могут быть вызваны различными способами, например сенсорной депривацией или приёмом психоактивных веществ класса психоделиков (псилоцибин, ЛСД, ДМТ, мескалин и т. д.), а также из-за панических атак. Данные состояния сознания заключаются в переживаниях иллюзий, галлюцинаций, изменённого восприятия и ощущения «Я», мистических состояний, а также иногда и состояний, схожих с психозом.
Термин психоделический происходит от двух греческих слов ψυχή (психи — дух, душа) и δήλος (дилос — проявляющий). Буквальное значение термина — проявляющий дух.

## Классификация
Станислав Гроф выделил четыре основных типа психоделических переживаний (от наиболее поверхностного до наиболее глубокого):
1. Абстрактные (эстетические): в них нет особого символического содержания, связанного с личностью, и их можно объяснить на языке анатомии и физиологии органов чувств[1].
2. Психодинамические (биографические): включает в себя комплекс вновь проживаемых эмоционально значимых воспоминаний из разных периодов жизни индивида и символические переживания, которые можно расшифровать как вариации или рекомбинации биографических элементов — схожие с образами сновидений, как их описывают психоаналитики[1].
3. Перинатальные: в перинатальном опыте принявшие ЛСД могут заново пережить элементы своего биологического рождения во всей их сложности и иногда субъективно подтверждаемыми деталями. Клинические наблюдения из ЛСД-психотерапии наводят на мысль, что человеческое бессознательное содержит хранилища или матрицы, активизация которых ведёт к повторному проживанию биологического рождения и к серьёзной конфронтации со смертью. Этот процесс смерти и нового рождения связан, как правило, с открытием внутренних духовных областей в человеческом сознании, независимых от расового, культурного и образовательного фона[1].
4. Трансперсональные: общим знаменателем этой богатой и разветвлённой группы необычных переживаний является ощущение индивида, что его сознание расширилось за пределы эго и трансцендировало границы времени и пространства[1] (так называемая смерть эго).

## Психоделическая психотерапия
Сторонники психоделической терапии считают, что эти препараты способствуют раскрытию и исследованию человеком, с помощью психолога, скрытых сторон своей психики, с целью самоулучшения, избавления от алкогольной и других зависимостей. Среди других преимуществ терапии выделяют возможность улучшения навыков решения проблем и настроения путём микродозинга на ежедневной основе. Исследования показывают, что псилоцибин не вызывает привыкания и оказывает позитивные эффекты на нервную систему.